# Uyeasound

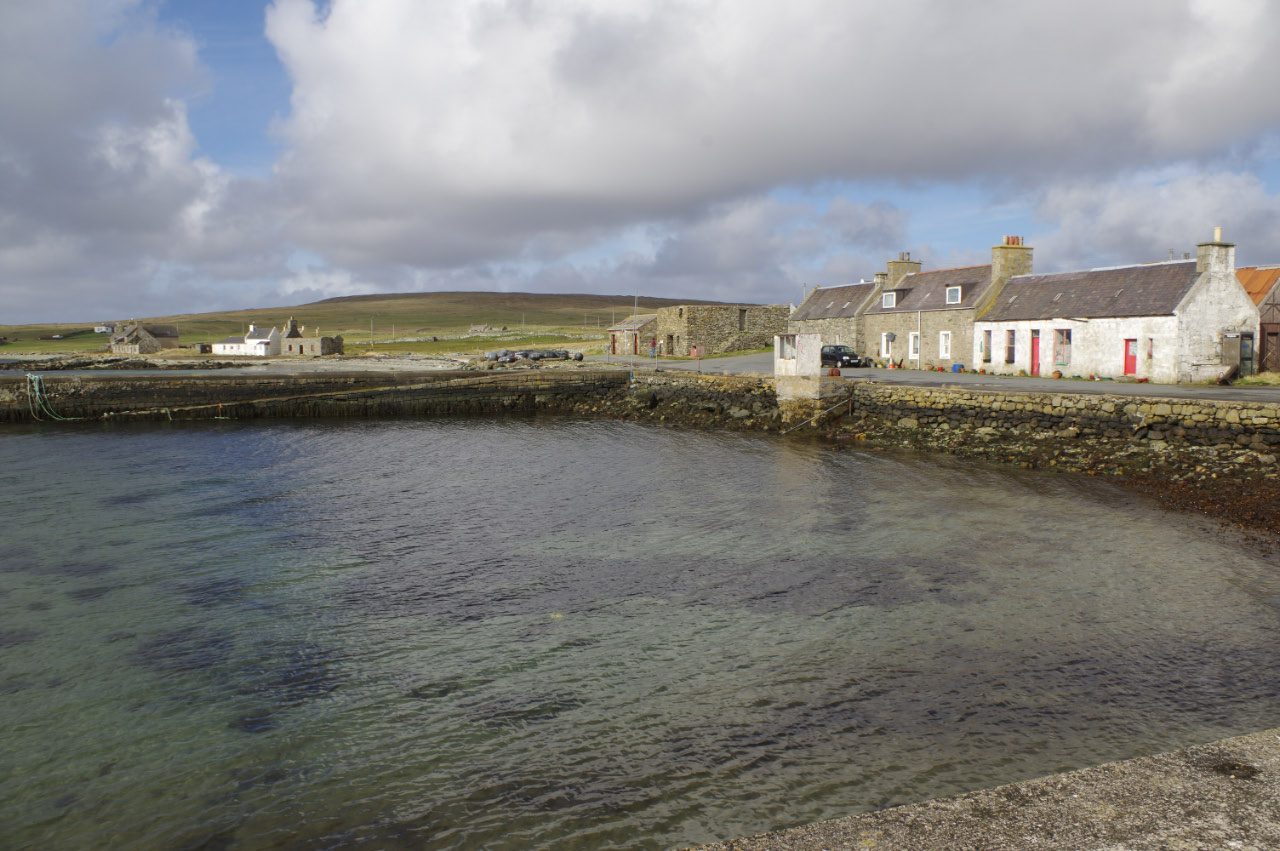
Port d'Uyeasound.

Uyeasound és un poble de l'illa d'Unst, l'illa més al nord de l'arxipèlag de les Shetland, Escòcia. S'anomena així per l'estret proper que du el mateix nom, i que separa Unst de l'illa d'Uyea.
Uyeasound acull les restes del Greenwell's Booth, un magatzem comercial hanseàtic probablement construït el 1646 i utilitzat des de principis del segle XVIII per la família Scott per a les seves operacions comercials, A Uyeasound hi ha també el castell de Muness, la fortalesa situada més al nord del Regne Unit.
A prop del castel de Munessl hi ha la Uyeasound Kirk, una església que es va construir el 1850. L'any que apareix inscrit, el 1843. També hi ha un petit far construït l'any 1980 a l'oest de la població. Al nord, al llogaret de Clivocast, hi ha el menhir d'Uyea Breck i el menhir de Clivocast.